# Маэстро, Миа
Миа Маэстро (англ. Mía Maestro; род. 19 июня 1978, Буэнос-Айрес) — аргентинская актриса, певица и композитор.

## Биография
Миа Маэстро родилась 19 июня 1978 года в городе Буэнос-Айрес, Аргентина. Её родители — аргентинские бизнесмены. Миа училась в институте Елены Фрондизи в Буэнос-Айресе. В 18 лет переехала в Берлин для изучения классического вокала.
Вернувшись в Аргентину в 1998 году она дебютировала в кино, сыграв в фильме «Танго». Затем играла второстепенные роли в фильмах «Таймкод», «По кусочкам», «Отель», «Фрида».
В 2001 году заняла 67 место в списке «100 Sexiest Women» по версии журнала «Maxim» и 61 место по версии журнала «Stuff». В 2007 году заняла 99 место в списке «100 Sexiest Women» по версии журнала «Maxim».
С 2004 по 2006 год снималась в телесериале «Шпионка». В 2005 году снялась в фильме «Ночной экспресс», в 2006 году — в «Посейдон». С 2008 по 2009 год играла в сериале «Крузо».
В 2010 году участвовала в записи песни «Love Is My Condition» для альбома «The Dance» британской группы «Faithless».
В 2011—2012 годах сыграла роль Кармен Денали в фильмах «Сумерки. Сага: Рассвет — Часть 1» и «Сумерки. Сага: Рассвет — Часть 2».
7 октября 2014 года Миа выпустила свой дебютный альбом «Si Agua», записанный в Исландии.
В 2014—2015 годах играла в основном составе сериала «Штамм».
С 2019 по 2021 год снималась в сериале «Майянцы».
Не замужем. В последние годы жила в Калифорнии (США) и Торонто (Канада).

## Фильмография
| Год       |     | Русское название                       | Оригинальное название                          | Роль                 |
| --------- | --- | -------------------------------------- | ---------------------------------------------- | -------------------- |
| 1998      | ф   | Танго                                  | Tango                                          | Елена Флорес         |
| 1999      | ф   | Проект Венеры                          | The Venice Project                             | Данилла              |
| 2000      | ф   | Таймкод                                | Timecode                                       | Анна Паулс           |
| 2000      | ф   | По кусочкам                            | Picking Up the Pieces                          | Карла                |
| 2000      | ф   | Эль-Астильеро                          | El astillero                                   | женщина              |
| 2000      | тф  | Во имя любви: История Артуро Сандовала | For Love or Country: The Arturo Sandoval Story | Марианела            |
| 2001      | ф   | Отель                                  | Hotel                                          | Кариола              |
| 2001      | тф  | Времена бабочек                        | In the Time of the Butterflies                 | Мате                 |
| 2002      | ф   | Фрида                                  | Frida                                          | Кристина Кало        |
| 2003      | кор | Четыре гончих                          | Four Lean Hounds                               | Кей                  |
| 2004      | ф   | Че Гевара: Дневники мотоциклиста       | Diarios de motocicleta                         | Чичина               |
| 2004      | ф   | Святая девушка                         | La niña santa                                  | Инес                 |
| 2004—2006 | с   | Шпионка                                | Alias                                          | Надя Сантос          |
| 2005      | ф   | Содержанки без иллюзий                 | Las mantenidas sin sueños                      | Селина               |
| 2005      | ф   | Тихий омут                             | Deepwater                                      | Айрис                |
| 2005      | ф   | Ночной экспресс                        | Secuestro express                              | Карла                |
| 2005      | мс  | Гриффины                               | Family Guy                                     | Лока, озвучка        |
| 2005      | кор | Принц: Я люблю тебя сердцем            | Prince: Te Amo Corazón                         | девушка              |
| 2006      | тф  | Десять заповедей                       | The Ten Commandments                           | Зиппора              |
| 2006      | ф   | Посейдон                               | Poseidon                                       | Елена Моралес        |
| 2007      | тф  | Человек                                | The Man                                        | доктор Лола Фиеро    |
| 2007      | ф   | Посылка                                | The Box                                        | Саша Экклс           |
| 2008      | ф   | Визионеры                              | Visioneers                                     | Харизма              |
| 2008      | с   | Бизнес на крови                        | The Summit                                     | Мария Пуэрто         |
| 2008—2009 | с   | Крузо                                  | Crusoe                                         | Оливия               |
| 2010      | тф  | Головорез                              | Cutthroat                                      | Нина Кабрера         |
| 2010      | ф   | Семь дней на Земле                     | Meant to Be                                    | Гиги                 |
| 2010      | ф   | Первая ночь                            | First Night                                    | Николетта            |
| 2010      | ф   | Вода и соль                            | Agua y sal                                     | Микаэла              |
| 2011      | кор | Само собой разумеется                  | It Goes Without Saying                         | ДжоДжо               |
| 2011      | ф   | Музыка продолжала играть               | The Music Never Stopped                        | Селия                |
| 2011      | ф   | Скорость мысли                         | The Speed of Thought                           | Анна Манхейм         |
| 2011      | ф   | Сумерки. Сага: Рассвет — Часть 1       | The Twilight Saga: Breaking Dawn - Part 1      | Кармен Денали        |
| 2012      | ф   | Особо опасны                           | Savages                                        | Долорес              |
| 2012      | с   | Белый воротничок                       | White Collar                                   | Майя                 |
| 2012      | ф   | Сумерки. Сага: Рассвет — Часть 2       | The Twilight Saga: Breaking Dawn - Part 2      | Кармен Денали        |
| 2013      | с   | В поле зрения                          | Person of Interest                             | Мира Добрика         |
| 2013      | ф   | Некоторые девушки                      | Some Girl(s)                                   | Тайлер               |
| 2014      | ф   | Гранд-стрит                            | Grand Street                                   | Антония              |
| 2014—2015 | с   | Штамм                                  | The Strain                                     | доктор Нора Мартинес |
| 2015      | с   | Ганнибал                               | Hannibal                                       | Аллегра Пецци        |
| 2015      | с   | Скандал                                | Scandal                                        | Элиза Мартин         |
| 2018      | с   | Нэшвилл                                | Nashville                                      | Роза                 |
| 2019      | ф   | Конец века                             | Fin de siglo                                   | Соня                 |
| 2019—2021 | с   | Майянцы                                | Mayans M.C.                                    | Седерика Паломо      |
| 2020      | ф   | Зловещая связь                         | Il legame                                      | Эмма                 |
| 2021      | тф  | Проснись и пой, Бенедикт Стоун         | Rise and Shine, Benedict Stone                 | Эмилия Рамирез Стоун |

## Награды и номинации
| Год  | Награда                                                     | Категория                                  | Работа                           | Результат |
| ---- | ----------------------------------------------------------- | ------------------------------------------ | -------------------------------- | --------- |
| 1999 | Argentinean Film Critics Association Awards — Silver Condor | Лучшая новая актриса                       | Танго                            | Номинация |
| 2005 | Imagen Foundation Awards                                    | Лучшая актриса второго плана — Телевидение | Шпионка                          | Победа    |
| 2005 | Imagen Foundation Awards                                    | Лучшая актриса второго плана — Кино        | Че Гевара: Дневники мотоциклиста | Номинация |
| 2005 | Teen Choice Awards                                          | Choice TV Breakout Performance — Female    | Шпионка                          | Номинация |
| 2006 | Молодой Голливуд                                            | Breakthrough Performance — Female          |                                  | Победа    |
| 2012 | ALMA                                                        | Лучшая киноактриса второго плана           | Особо опасны                     | Номинация |